# Inga silanchensis
Inga silanchensis é uma espécie vegetal da família Fabaceae.
Apenas pode ser encontrada no Equador.